# Liberace
Wladziu Valentino Liberace (West Allis, Wisconsin, 16 de maig de 1919 – Palm Springs, Califòrnia, 4 de febrer de 1987), més conegut simplement pel seu cognom Liberace (pronunciat /ˌlɪbəˈrɑːtʃiː/), fou un famós pianista, intèrpret de música lleugera i 'showman' nord-americà. Durant els anys 1950 fins als 1960 se'l va considerar la figura més ben pagada del món de l'espectacle, i fou un habitual dels espectacles de Las Vegas.
Fill d'un músic, estudià al Wisconsin Conservatory of Music, però aviat orientà la seva carrera cap a una explotació espectacular, abarrocada i delirant de la seva innegable habilitat pianística. Tocava amb virtuosisme arranjaments de música clàssica barrejada amb música popular, que interpretava amb indumentàries brillants i excessives que feien d'ell una icona del kitsch, i alhora del món gai, condició que tanmateix, en una època en la qual encara era profundament mal vista, ell sempre negà, fins i tot als tribunals.